# Łomnica Średnia
Łomnica Średnia – przystanek kolejowy w Łomnicy w powiecie karkonoskim, w województwie dolnośląskim, w Polsce.